# Léon Bergsma
Léon Bergsma (* 25. Januar 1997) ist ein niederländischer Fußballspieler. Er steht in den Niederlanden beim SC Cambuur in der Eredivisie unter Vertrag.

## Karriere

### Verein
Im Alter von acht Jahren trat Bergsma der Juniorenabteilung von Ajax Amsterdam bei. Er durchlief sämtliche Jugendstufen bei Ajax und kam ab 2017 regelmäßig für die zweite Mannschaft, Jong Ajax, in der zweithöchsten niederländischen Spielklasse (Eerste Divisie) zum Einsatz. 2018 konnte er mit Jong Ajax als Kapitän und Stammspieler den Gewinn der Eerste Divisie feiern. Anschließend wechselte er zu AZ Alkmaar, wo er eineinhalb Jahre blieb und mehrheitlich in der zweiten Mannschaft eingesetzt wurde. Nach einem halben Jahr beim FC Den Bosch in der zweiten Liga folgte im Sommer 2020 der Sprung ins Ausland zum FC Aarau. Bei Aarau war Bergsma von Beginn weg Stammspieler in der Innenverteidigung. Er begibt sich bei Standardsituationen regelmäßig vor das gegnerische Tor und erzielt dabei auch regelmäßig Tore.
Im Juli 2022 wechselte er zum SC Cambuur nach Leeuwarden.

### Nationalmannschaft
Bergsma lief insgesamt 12-mal für niederländische Nachwuchs-Auswahlen auf.

## Trivia
Der Transfer zum FC Aarau im Sommer 2020 kam auf unübliche Art und Weise zu Stande: Ein Stadion-Techniker (Dany Bürge) der Aargauer traf 2020 anlässlich eines Geschäftstermins in Frankfurt am Main den niederländischen Geschäftsmann Rob Been jr., der ab 2011 einige Jahre Direktor von Ajax Amsterdam war. Bürge besuchte Been einige Monate später in den Niederlanden. Bei einem gemeinsamen Nachtessen erwähnte Bürge beiläufig, dass der FC Aarau auf der Suche nach einem Innenverteidiger sei. Been sagte, er hätte da tatsächlich eine Idee, nahm sein Mobiltelefon und rief spontan Bergsma an. Dieser zeigte sich interessiert, woraufhin Bürge den Kontakt zu FC Aarau-Sportchef Sandro Burki herstellte. Nach einigen Probetrainings nahm der FC Aarau Bergsma unter Vertrag.